# 小出粲
小出 粲（こいで つばら、1833年10月9日（天保4年8月28日）- 1908年（明治41年）4月15日）は、幕末から明治時代の歌人である。本姓は松田。号は梔園等。前名は新四郎。正五位勲四等。

## 経歴
江戸の生まれ。浜田藩士松田三郎兵衛の二男として生まれ、のち美作国鶴田藩士小出修吉の養子となり家督を相続する。幼年期に石見の浜田藩に仕えた。後に歌学に転じ、瀬戸久敬の門人となる。同門に伊東祐命。維新後、1877年（明治10年）に宮内省（現在の宮内庁）に入省し、文学御用係、御歌所の寄人や主事等を歴任した。歌集の編纂に携わり、後に絵画や、工芸もよくした。
高崎正風や鈴木重嶺などとともに、後に旧派和歌と称される御歌所派の代表的歌人であった。1898年（明治31年）2月7日には新聞「日本」に「新自讃歌」を寄稿。これに対して伊藤左千夫（当時の号は春園）が批判文「非新自讃歌論」を投書し、以降紙面上で論争を闘わせた。この論争は、正岡子規が「歌よみに与ふる書」を執筆する意欲を刺激することになった。
中島歌子の歌塾「萩の舎」の指導的立場にあり、そこに通っていた樋口一葉を歌人として高く評価して、小説をやめて歌道に専心するよう勧めていた。墓所は荒川区善性寺。

## 著書
- 『くちなし（久知那志）の花』- 1894年（明治24年）刊行。3分冊からなる歌集。
- 『くちなしの露』
- 『あさぎぬ』

## 親族
- 娘婿：仲又七郎（第一銀行割引課長）[3]